# Apogon evermanni
 Apogon evermanni és una espècie de peix de la família dels apogònids i de l'ordre dels perciformes.
Els adilts poden assolir els 12 cm de longitud total.
Es troba a l'oceà Índic i Pacífic (des de l'illa de Maurici, les Seychelles i l'Illa Christmas fins a les Illes Marshall, les Hawaii i les Marqueses) i a l'oest de l'Atlàntic central (des de les Bahames i Cozumel fins a Curaçao).